# Лукина (присілок, Байкаловський район)
Лу́кина (рос. Лукина) — присілок у складі Байкаловського району Свердловської області. Входить до складу Баженовського сільського поселення.
Населення — 1 особа (2010, 2 у 2002).
Національний склад населення станом на 2002 рік: росіяни — 100 %.